# Prades-sur-Vernazobre
Prades-sur-Vernazobre é uma comuna francesa na região administrativa de Occitânia, no departamento de Hérault. Estende-se por uma área de 19,98 km². Em 2010 a comuna tinha 317 habitantes (densidade: 15,9 hab./km²).